# Тасєнкевич Лідія Олексіївна
Лідія Олексіївна Тасєнкевич (Тасенкевич) (нар. 19 лютого 1948, Кременець) — українська науковиця-ботанік, спеціалістка у галузях флористики, фітоценології, фітогеографії. Доктор біологічних наук (2006), професор (2010). Дослідниця флори судинних рослин Карпат, обґрунтувала наукову концепцію становлення флори Карпат, провела критичний аналіз ендемів флори.
Понад 20 років — наукова співробітниця Львівського відділення Інституту ботаніки імені М. Г. Холодного АН УРСР (1973—1994). Протягом 19 років — наукова кураторка Гербарію Державного природознавчого музею НАН України (1994—2013). З 2005 року — педагог Львівського національного університету імені Івана Франка, виконувачка обов'язків наукової кураторки Гербарію університету, завідувачка кафедри ботаніки (2011—2019).
Авторка понад 170 наукових робіт. Кураторка створення декількох національних природних парків та ботанічних заказників Львівщини, зокрема, «Королівських Бескидів» та «Долини ірисів». Учениця професорів Андрія Лазаренка та Степана Стойка.

## Життєпис
Народилась 19 лютого 1948-го року у місті Кременець на Тернопільщині.
У 1972-му році з відзнакою закінчила природничий факультет Тернопільського державного педагогічного інституту. Через три роки закінчила аспірантуру Львівського відділення Інституту ботаніки імені М. Г. Холодного АН УРСР (ЛВІБ). Учениця професорів Андрія Лазаренка та Степана Стойка.
З 1976-го року — інженер-еколог ЛВІБ. Через два роки обійняла посаду молодшої наукової співробітниці. У 1979-му році здобула науковий ступінь кандидата біологічних наук, захистивши дисертацію на тему «Флора и растительность Угольско-Широколужанского заповедного комплекса».
З 1988-го року — старша наукова співробітниця ЛВІБ. У 1994-му році перейшла на роботу до відділу таксономії сучасної й викопної біоти Державного природознавчого музею НАН України (ДПМ), де обійняла посади старшої наукової співробітниці (пізніше — провідної) та наукової кураторки Гербарію музею.
З 2005-го року — доцент, пізніше професор кафедри ботаніки біологічного факультету Львівського національного університету імені Івана Франка (ЛНУ). У 2006-му році здобула науковий ступінь доктора біологічних наук, захистивши дисертацію на тему «Природна флора судинних рослин Карпат, її особливості та генезис».
У 2010-му році затверджена у вченому званні професора. З 2011-го року — виконувачка обов'язків наукової кураторки Гербарію ЛНУ та завідувачка кафедри ботаніки (до 2019-го року). На теперішній час — професор кафедри.

## Наукова діяльність
Авторка понад 170 наукових робіт. Наукова керівниця та консультантка докторів та кандидатів наук. Серед учнів Лідії Тасєнкевич — науковці Надія Сичак, Богдан Проць, Андрій Новіков, Інна Кваковська тощо.
Дослідниця флори судинних рослин Карпат, обґрунтувала наукову концепцію становлення флори Карпат, провела критичний аналіз ендемів флори. Численний зібраний Лідією Тасенкевич флористичний та систематичний матеріал (з територій країн Європи, Карпат, Розточчя, Поділля, Волині) увійшов у колекції курованих нею гербаріїв ДПМ та ЛНУ. Першовідкривачка виду квіткових рослин родини маренових підмаренник закарпатський (Galium transcarpaticum; спільно зі Степаном Стойком).
Кураторка створення декількох національних природних парків та ботанічних заказників Львівщини, зокрема, «Королівських Бескидів» та «Долини ірисів». Брала участь в обґрунтуванні низки созологічних проєктів, зокрема, міжнародного біосферного резервату «Східні Карпати». Одна з ініціаторок створення Національного природного парку «Опілля», над проєктом якого наразі працює.
Членкиня Українського ботанічного товариства, голова Екологічної комісії Наукового товариства імені Шевченка. Членкиня Наукової ради Міністерства освіти і науки України за фаховим напрямом «Охорона навколишнього середовища», членкиня наукової ради ДПМ НАН України.
Членкиня редакційних колегій багатьох часописів, зокрема, зарубіжних: «Acta Agrobotanica», «Zarządzanie ochroną przyrody w lasach», «Roczniki Bieszczadzkie», колишня головна редакторка часопису «Modern Phytomorphology».

## Науковий доробок (частковий)
- Тасенкевич Л. А. Геоботаническая характеристика растительности Угольского тисово-букового заповедника в Закарпатье // Актуальные вопросы современной ботаники. — К.: Наук. думка. — 1975. — С. 146—157.
- Стойко С. М., Мельник А. С., Тасенкевич Л. А. Опыт природоохранного зонирования Карпатского государственного заповедника // Теоретические вопросы заповедного дела в СССР. Курск, 1975.
- Шиманська В. О., Бригінець М. Л., Тасєнкевич Л. О. Глікозидоносні рослини Західного Поділля // Досягнення ботанічної науки на Україні. — К.: Наук. думка, 1976. — С. 133—134.
- Тасєнкевич Л. О. Унікальне для України угруповання букового липняка сеслерійового в Угольському заповіднику на Закарпатті // Укр. ботан. журн. — 1976. — Т. 32, № 2. — С. 220—222.
- Безусько Л. Г., Тасєнкевич Л. О. Історія розвитку рослинності Угольського заповідного масиву (за даними палінологічних досліджень і аналізу флори // Укр. ботан. журн. — 1978. –Т. 35, № 5. — С. 506—512.
- Стойко С. М., Тасєнкевич Л. О. Новий вид Galium transcarpaticum Stojko et Tasenkevich з Угольського масиву Карпатського державного заповідника // Укр. ботан. журн. — 1979. — Т. 36, № 6. — С. 594—597.
- Тасенкевич Л. А. Высокогорный элемент во флоре Угольского заповедного массива в Закарпатье и его анализ // Флора и растительность высокогорий. Проблемы ботаники, т. 14., вып. 1. — Новосибирск: Наука. — 1979. — С. 7681.
- Флора и растительность Угольско-Широколужанского заповедного комплекса: диссертация кандидата биологических наук : 03.00.05. — Львов, 1979. — 360 с. : ил.
- Стойко С. М., Мілкіна Л. І., Шеляг-Сосонко Ю. Р., Тасєнкевич Л. О.та ін. Охрана важнейших ботанических объектов Украины, Белоруссии и Молдавии. Київ: Наук. думка, 1980. — 369 c.
- Стойко С. М., Мельник А. С., Тасенкевич Л. А. Опыт природоохранного зонирования Карпатского государственного заповедника // Современные проблемы заповедников. — Курск. — 1980. — С. 51–57.
- Тасенкевич Л. А., Стойко С. М. Широколужанский ландшафтный заказник // Охрана важнейших ботанических объектов Украины, Белоруссии и Молдавии. К.: Наук. думка, 1980. — С. 163—165.
- Флора і рослинність Карпатського заповідника / Стойко С. М., Тасєнкевич Л. О., Мілкіна Л. І. та ін. — Київ: Наук. думка, 1982. — 219 с.
- Стойко С. М., Татаринов К. А., Саїк Д. С., Тасєнкевич Л. О. та ін. Карпатський заповідник. — Ужгород: Карпати, 1982. — 124 c.
- Тасєнкевич Л. О. Новий для флори СРСР таксон Helianthemum grandiflorum (Lam.) DC. subsp. glaucescens(Murb.) J.Holub // Укр. ботан. журн. — 1983. — Т. 39, № 4. — С. 52–53.
- Тасєнкевич Л. О., Сухарюк Д. Д. Знахідка Orchis laxiflora (Lam.) DC. subsp. elegans (Heuff.) Soó в урочищі Долина нарцисів (Закарпаття) // Укр. ботан. журн. — 1984. — Т. 41, № 4. — С. 68–69.
- Тасєнкевич Л. О. Новий для флори СРСР таксон Carex praecox Schreb. subsp. curvata (Knaf.) Kük. // Укр. ботан. журн. — 1984. — Т. 41, № 5. — С. 91–92.
- Стойко С. М., Саик Д. С., Сухарюк Д. Д., Тасенкевич Л. А. Карпатский государственный заповедник и необходимость улучшения его территориальной структуры // Ботанич. журн. — 1985. — Т. 70, № 10. — С. 1418—1425.
- Тасенкевич Л. А., Сухарюк Д. Д. Редкие и уникальные фитоценозы Карпатского государственного заповедника и вопросы их охраны // Флора и растительность Украины. Сборник научн. трудов. — К.: Наук. думка. — 1986. — С. 117—119.
- Стойко С. М., Жижин М. П., Тасєнкевич Л. О. Фітосозологічні основи створення мережі національних і регіональних парків // Укр. ботан. журн. — 1986. — Т. 43, № 6. — С. 55–58.
- Тасєнкевич Л. О. Місце межиріччя Ріки-Тересви у флористичному районуванні Українських Карпат // Укр. ботан. журн. — 1986. — Т. 43, № 2. — С. 30–33.
- Перспективная сеть заповедных объектов Украины / Шеляг-Сосонко Ю. Р., Стойко С. М., Дидух Я. П., Тасенкевич Л. А. и др. / Под. ред. Шеляг-Сосонко Ю. Р. — Київ: Наук. думка, 1987. — 298 с.
- Природные национальные парки Украины / Ященко П. Т., Гребенюк Е. М., Тасенкевич Л. А. и др. — Львів: Вища школа, 1988. — 118 с.
- Stoiko S.M., Tasenkevich L.A. Genofund of the rare plant species of the Ukrainian Carpathians, its structure, passive and active methods of protection // Carpathian Flora. — Bratislava. — 1988. — P. 121—123.
- Тасенкевич Л. А., Высоцкая Е. И., Воробец Н. К. Числа хромосом редких и эндемических видов сосудистых растений Украинских Карпат // Ботанич. журн. — 1989. — Т. 74, № 11. — С. 1669—1670.
- Гадач Э., Стойко С. М., Тасенкевич Л. А. Lamium maculatum subsp. cupreum (Lamiaceae) — новый подвид яснотки для флоры СССР // Ботанич. журн. — 1990. — Т. 75, № 2. — С. 273—275.
- Тасенкевич Л. А. Первично редкие фитоценозы Украинских Карпат // Badania biologiczne ekosystemów lądowych і wodnych Roztocza i Karpat Wschodnich w warunkach antropopresji. Lubelsko-Lwowska sesja naukowa 25-27 wrzesnia 1989. — Lublin: IB Uniwersytetu Marii Curie-Sklodowskiej. — 1990. — С. 67.
- Tasenkevich L.A. State of exploration and tasks of protection of the Ukrainian Carpathians rare plant species // Bulletin Slovenskej Botanickej Spolocnosti pri SAV. — Bratislava. — 1990. — P. 50–53.
- Стойко С. М., Тасєнкевич Л. О. Список ендемічних рослин Українських Карпат // Заповідні екосистеми Карпат. — Львів: Світ, 1991. — С. 228—231.
- Bezus'ko L., Navrotskaya I., Stuchlik L., Syabray S., Tasenkevich L. The Ugolsky massif — a refuge of thermofilic flora in the Ukrainian Carpathians // Acta Paleobotanica. — 1991. — Т. 31, № 1-2. — Р. 261—272.
- Stojko S., Tasenkevich L. Pflanzengeographische Stellung und Schutz von Flora und Vegetation der Ukrainischen Karpaten // Verhandlungen der Zool.-Botan. Gesellschaft in Österreich. — B. 128. — Vien. — 1991. — S. 165—177.
- Водные макрофиты — индикаторы изменений условий среды / Дубына Д. В., Гейны С., Стойко С. М., Тасенкевич Л. А. и др. — Киев: Наук. думка, 1993. — 433 с.
- Cтойко С. М., Мілкіна Л. І., Тасєнкевич Л. О. Природа Карпатського національного парку. — Київ: Наук. думка, 1993. — 211 c.
- Tasenkevich L. Dorycnium pentaphyllum subsp. patenti–pilosum (Fabaceae) in the Eastern Carpathians of Ukraine // Fragmenta Floristica et Geobotanica. — 1994. — T. 39, № 2. — Р. 549—554.
- Тасєнкевич Л. О., Стойко С. М. Реліктовий локалітет Carex humilis Leyss. (Cyperaceae) в Українських Карпатах // Укр. ботан. журн. — 1994. — Т. 51, № 4. — С.130–133.
- Tasenkevich L. Badania różnorodności florystycznej w ukraińskiej części Międzynarodowego Rezerwatu Biosfery «Karpaty Wschodnie» — stan obecny i perspektywy // Roczniki Bieszczadzkie. — 1994. — Т. 3. — Р. 125—130.
- Hadac E., Stoyko S.M., Terray J., Tasenkevich L., Bural M. Notes on plant communities of the protected complex Stuzhytsia — a part of the trilateral Polish-Slovakian-Ukrainian biosphere reserve «The Eastern Carpathians» // Укр. ботан. журн. — 1995. — Т. 52, № 5. — С. 686—695.
- Червона книга України. Рослинний світ / Під ред. Ю. Р. Шеляг-Сосонка. — Київ: Українська енциклопедія ім. М. П. Бажана, 1996. — 601 с.
- Tasenkevich L. Floristic diversity in the Ukrainian Eastern Carpathians and the Ukrainian part of the biosphere reserve // Biodiversity conservation in transboundary protected areas. — Washington: National Academy Press. — 1996. — Р. 227—232.
- Stoyko S.M., Tasenkevich L., Szuszniak W. Ekologiczna charakterystyka ukraińskiej części Międzynarodowego Rezerwatu Biosfery «Karpaty Wschodnie» / Ekologiczne і ekonomiczne uwarunkowania rozwoju gospodarczego Karpat Południowo-Wschodnich. — Krosno. — 1996. Р. 686—695.
- Hadac E., Stoyko S.M., Tasenkevich L., Terray J., Bural M. Notes on the flora and vegetation of the botanical reserve «Stinka» (biosphere reserve «The Eastern Carpathians») // Укр. ботан. журн. — 1996. — Т. 53, № 1/2. — С. 105—111.
- Tasenkevich L. Ukraine's vital Carpathian link // Plant Talk. — The Botanical Information C., Surrey, GB. — 1997. — № 8. — P. 5.
- Tasenkevich L. Protected areas and plant cover diversity in the Ukrainian Carpathians: an assessment of representativeness // National Parks and Protected Аreas. NATO ASI Series. Ser. G: Ecological Sciences, Vol. 40. — Berlin-Heidelberg: Springer Verlag, 1997. — Р. 265—268.
- Тасєнкевич Л. О., Стойко С. М. Cистематичний список судинних рослин регіонального ландшафтного парку «Стужиця» / Біорізноманіття Карпатського біосферного заповідника. — Київ, 1997. — С. 643—649.
- Tasenkevich L. Flora of the Carpathians. Checklist of the native vascular plant species. — Lviv: State Museum of Natural History NASU, 1998. — 623 p.
- Стойко С. М., Мілкіна Л. І., Ященко П. Т., Кагало О. О., Тасенкевич Л. О. Раритетні фітоценози західних регіонів України (Регіональна «Зелена книга»). — Львів, «Поллі», 1998. — 189 с.
- Tasenkevich L. Przyczynek do historii badań florystycznych na terenie ukraińskiej części Międzynarodowego Rezerwatu Biosfery «Karpaty Wschodnie» // Roczniki Bieszczadzkie. — 1998. — Т. 7. — Р. 107—109.
- Тасєнкевич Л. О. Природна флора української частини Східних Карпат: таксономічний склад // Наукові записки Державного природознавчого музею, 1998. — Т.14. — С. 109—141.
- Tasenkevich L. Flora Karpat Wschodnich — struktura systematyczna // Roczniki Bieszczadzkie. — 1998. — Т. 7. — Р. 335—342.
- Тасєнкевич Л. О. Червоний список судинних рослин Карпат. — Львів: ДПМ НАН України, 2002. — 28 °C.
- Kukuła K., Okarma H., Sandor J., Tasenkevich L. et al. Carpathian list of endangered species. — Vienna–Kraków: WWF– CEI, 2003. — 64 p.
- Тасєнкевич Л. Структурно-порівняльний аналіз флори Карпат // Наук. зап. ДПМ. — 2003. — Т. 18. — С. 39–48.
- Тасєнкевич Л.O., Кузярін O.T. Гербарій судинних рослин Державного природознавчого музею НАН України (LWS) // Вісник Луганськ. у-ту, 2003, 11. — C. 56–60.
- Тасєнкевич Л. Розмаїття флори судинних рослин в Українських Карпатах // Праці Наук. т-ва ім. Шевченка (Львів). Екол. збірн. 3. 2003, Т. 12. — С. 147—157.
- Tasenkevich L. Syntaxonomy of non-forest vegetation of Verkhni Luzhok — Busovys'ko commune in the Verkhniodnisters'ki Beskydy Mts. (the Ukrainian Carpathians) // Roczniki Bieszczadzkie. — 2003. — Vol. 11.– S. 115—120.
- Стойко С. М., Ященко П. Т., Кагало О. О., Мілкіна Л. І., Л.Тасєнкевич, Загульський М. М. Раритетний фітогенофонд західних регіонів України, Львів, Ліга-Прес, 2004, 232 с.
- Тасєнкевич Л. Регіональний фітогеографічний поділ Карпат // Наук. зап. ДПМ. — 2004. — Т. 19. — C. 29–39.
- Tasenkevich L. Regional phytogeographical division of the Carpathians // Roczniki Bieszczadzkie. — 2005. — T. 13. — P. 15–27.
- Тасєнкевич Л. Ареалогічна структура флори Карпат // Наук. зап. ДПМ, 2005. — Т. 21. — C. 11–28.
- Boratyński A., Piwczyński M., Didukh Ya. P., Tasenkevich L., Romo A., Ratyńska H./ Distribution and phytocharacteristics of relict populations of Rhododendron myrtifolium (Ericaceae) in the Ukrainian Carpathians // Polish Botanical Studies, 2006. — 22. — P. 53–62.
- Природна флора судинних рослин Карпат, її особливості та генезис: дис. д-ра біол. наук: 03.00.05 / Тасєнкевич Лідія Олексіївна ; НАН України, Держ. природознав. музей. — Л., 2006. — 401 арк.+ 356арк. дод.: рис., табл. — Бібліогр.: арк. 319—401.
- Стойко С. М., Гадач Е., Тасенкевич Л. О., Бураль М., Терраї Я.. Ужанський національний природний парк. Поліфункціональне значення. Програма ЮНЕСКО «Людина і біосфера». — Львів, Меркатор, 2007. — 306 c.
- Кауле Г., Тасєнкевич Л. Знахідка Gentiana acaulis L. (Gentianaceae) у Сколівських Бескидах (Українські Карпати) // Укр. ботан. журн. 2007, т. 64, № 5. — C. 730—732.
- Transformation processes in the Western Ukraine. Concepts for a sustainable land use // Ed. M. Roth, R. Nobis, V. Stetsiuk, I. Kruhlov. — Berlin: Weißensee Verlag, 2008. — 602 p.
- Tasenkevich L., G. Rosenthal, O. Mysenko. Sozological evaluation of grasslands in the upper part of the Dnister-river catchment (Western Ukraine) // Наук. зап. ДПМ, 2008. — Т. 24. — C. 83–88.
- Rosenthal G., Tasenkevich L. Evaluation of the nature conservation values of habitat types in the cultural landscape of the upper Dnister basin — grasslands // Transformation processes in the Western Ukraine. Concepts for a sustainable land use / Eds. Roth M., Nobis R., Stetsiuk V., Kruhlov I. — Berlin: Weißensee Verlag, 2008. — S. 263—276.
- Червона книга України. Рослинний світ / під заг. ред. Я. П. Дідуха. — Київ: Глобалконсалтинг, 2009. — 912 с. (серед авторів В. І. Гончаренко, Л. О. Тасєнкевич, Т. С. Хміль)
- Андрієнко-Малюк Т. Л., Вакаренко Л. П., Дідух Я. П., Дубина Д. В., Коротченко І. А., Мілкіна Л. І., Мовчан Я. І., Стойко С. М., Тасєнкевич Л. О., Ткаченко В. С., Устименко П. М., Фельбаба-Клушина Л. М., Шеляг-Сосонко Ю. Р. Зелена книга України / під ред. Я. П. Дідуха. — Київ: Альтерпрес, 2009. — 448 с.
- Тасєнкевич Л. О. Аркто-третинний елемент флори Карпат // Наук. зап. ДПМ, 2009. — Т. 26. — C. 95–112.
- Тасєнкевич Л. О. Botrychium matricariifolium (Retz.) A.Braun ex Koch — новий вид для флори Чернівецької області // Біологічні системи. Науковий вісник Чернівецького університету — Біологія. — Т.1, в.1. 2009. — С. 91–92.
- Grasslands in Europe of high nature value. Eds. P.Veen, R.Jefferson, J. de Smidt, J. van der Straaten. — Zeist, KNNV Publishing, 2009. — 320 p.
- Червона книга України. Рослинний світ / під заг. ред. Я. П. Дідуха. — Київ: Глобалконсалтинг, 2009. — 912 с.
- World of the Carpathians — Handbook for Environmental Education (Еds. Královičová A., Herianová S.) — Bratislava: DAPHNE. — 2009. — 367 p.
- Тасєнкевич Л. Ендемізм флори Карпат — екологічні та хорологічні особливості // Праці Наукового товариства ім. Шевченка. Том ХХIX. Екологічний збірник. Структурно-функціональні особливості біорізноманіття. На пошану профессора Ивана Верхратського. Львів: НВЦ НТШ. 2010. с. 45–55
- Tasenkevich L. Forests’ part in biodiversity conservation (the Ukrainian Eastern Carpathians) // Zarządzanie ochroną przyrody w lasach. — 2010, t. 4. — P. 165—171.
- Tasenkevich L., Kruhlov I., Kalinovych N., Inkin E., Puka E., Chernobay Yu., Veen P. Inventory of grasslands of the Ukrainian Carpathians. Lviv, SNHM, 2011. — 88 p.
- Тасєнкевич Л., Калінович Н., Сорока М. та ін. Рідкісні та зникаючі види рослин Львівщини. — Львів: Бона, 2011. — 124 с.
- Перше видання «Флори лишайників України» завершене / А. М. Окснер. Флора лишайників України / Л. О. Тасєнкевич, М. В. Пірогов // Український ботанічний журнал. — 2012. — Т. 69, № 5. — С. 772—775
- ІІ Міжнародна наукова конференція з морфології рослин «Сучасна фітоморфологія» (14-16 травня 2013 р., м. Львів) / Л. О. Тасєнкевич, А. В. Новіков, М. Р. Суп-Новікова, А. В. Одінцова, К. М. Данилюк // Український ботанічний журнал. — 2013. — Т. 70, № 5. — С. 708—709.
- Рослинний покрив рівнинної України в пізньому кайнозої. Рецензія: Безусько Л. Г., Мосякін С. Л., Безусько А. Г. Закономірності та тенденції розвитку рослинного покриву України у пізньому плейстоцені та голоцені / Л. О. Тасєнкевич // Український ботанічний журнал. — 2013. — Т. 70, № 4. — С. 559—562.
- Вклад професора Антоні Ремана у фітогеографічні та флористичні дослідження у Південній Африці / Т. Хміль, Л. Тасєнкевич // Вісник Львівського університету. Сер. : Біологічна. — 2014. — Вип. 65. — С. 107—111.
- Ендемізм флори Карпат — екологічні та хорологічні особливості / Л. Тасєнкевич // Праці наукового товариства ім. Шевченка. Екологічний збірник. — 2014. — Т. 39. — С. 22-36.
- Іменні колекції ХІХ-ХХ століть у гербарії Львівського національного університету імені Івана Франка / Л. Тасєнкевич, З. Мамчур, Т. Хміль, О. Жук // Вісник Львівського університету. Сер. : Біологічна. — 2014. — Вип. 65. — С. 112—120.
- Науковий семінар iз питань гербарної справи, присвячений 230-річчю Гербарію Львівського національного університету (LW) / Н. М. Шиян, Л. О. Тасєнкевич, Т. С. Хміль // Український ботанічний журнал. — 2014. — Т. 71, № 1. — С. 116—117.
- Рідкісні та зникаючі види рослин Львівщини [Текст] / [Тасєнкевич Л. та ін. ; фот.: Ковальчук А. та ін.] ; Департамент екології та природ. ресурсів Львів. облдержадмін., Львів. нац. ун-т ім. Івана Франка, Нац. лісотехн. ун-т України. — 2-ге вид., випр., допов. — Львів: ЗУКЦ, 2015. — 167 с. : фот. кольор. — Бібліогр.: с. 155—156
- Callitriche cophocarpa (Plantaginaceae) у високогір'ї Українських Карпат / Т. М. Фостяк, Л. О. Тасєнкевич // Український ботанічний журнал. — 2016. — Т. 73, № 6. — С. 600—603.
- Нові локалітети Iris sibirica (Iridaceae) у Львівській області / М. М. Сенів, Л. О. Тасєнкевич // Український ботанічний журнал. — 2017. — Т. 74, № 6. — С. 574—577.
- Міжнародна наукова конференція «Гербарії та збереження фіторізноманіття» (3–5 жовтня 2018 р., Львів, Україна) / Л. О. Тасєнкевич, Н. М. Шиян, Т. С. Хміль, С. Л. Мосякін // Український ботанічний журнал. — 2019. — Т. 76, № 2. — С. 167—170.
- Пам'яті Степана Михайловича Стойка — легендарної Людини, Особистості, Вченого, Учителя, Природоохоронця / О. О. Кагало, П. Т. Ященко, М. П. Жижин, Л. О. Тасєнкевич, П. Р. Третяк, О. О. Андрєєва // Український ботанічний журнал. — 2020. — Т. 77, № 6. — С. 498—501.
- Долина ірисів — ботанічний заказник загальнодержавного значення [Текст]: [монографія] / [Л. Тасєнкевич та ін. ; відп. ред. Р. Є. Гладишевський] ; Львів. нац. ун-т ім. Івана Франка, Наук. т-во ім. Шевченка. — Львів: Простір-М, 2020. — 121 с. : рис., табл. — Бібліогр.: с. 94-101.
- Систематична структура флори Малого Опілля / М. М. Сенів, Л. О. Тасєнкевич // Український ботанічний журнал. — 2021. — Т. 78, № 1. — С. 32–38.